# Campionati del mondo di canottaggio 2022
I Campionati del mondo di canottaggio 2022 (in inglese 2022 World Rowing Championships) si sono svolti tra il 18 e il 25 settembre 2022 a Račice (Ústí nad Labem) in Repubblica Ceca.

## Partecipanti
Presero parte alle competizioni atleti provenienti da 63 diverse nazioni.
In seguito all'invasione russa dell'Ucraina, la federazione internazionale di canottaggio decise di vietare agli atleti russi e bielorussi di partecipare a questa edizione dei campionati mondiali.
- Algeria (4)
- Argentina (2)
- Australia (53)
- Austria (18)
- Azerbaigian (1)
- Belgio (7)
- Benin (1)
- Brasile (8)
- Bulgaria (3)
- Canada (33)
- Cina (50)
- Taipei cinese (3)
- Croazia (7)
- Cuba (4)
- Cipro (1)
- Rep. Ceca (39)
- Danimarca (16)
- Egitto (8)
- Estonia (6)
- Finlandia (5)
- Francia (34)
- Georgia (1)
- Germania (45)
- Gran Bretagna (45)
- Grecia (9)
- Hong Kong (7)
- Ungheria (12)
- Indonesia (10)
- Iran (3)
- Irlanda (24)
- Iraq (2)
- Israele (4)
- Italia (62)
- Costa d'Avorio (2)
- Giappone (11)
- Kazakistan (4)
- Libano (1)
- Lituania (17)
- Messico (16)
- Moldavia (4)
- Monaco (1)
- Paesi Bassi (42)
- Nuova Zelanda (22)
- Norvegia (16)
- Palestina (1)
- Polonia (30)
- Portogallo (4)
- Romania (35)
- Serbia (6)
- Sri Lanka (2)
- Slovacchia (2)
- Slovenia (5)
- Sudafrica (11)
- Spagna (24)
- Svezia (2)
- Svizzera (24)
- Tunisia (4)
- Turchia (5)
- Ucraina (35)
- Stati Uniti (72)
- Uruguay (1)
- Uzbekistan (8)
- Zimbabwe (1)

## Podi
Specialità non-olimpiche/paralimpiche

### Uomini
| Evento                       | Oro | Tempo   | Argento | Tempo   | Bronzo | Tempo   |
| Openweight events            | |         | |         | |         |
| Singolo (dettagli)           | Oliver Zeidler Germania | 6:48.67 | Melvin Twellaar Paesi Bassi | 6:50.12 | Graeme Thomas Gran Bretagna | 6:51.44 |
| Due di coppia (dettagli)     | Francia Hugo Boucheron Matthieu Androdias | 6:09.34 | Spagna Aleix García Rodrigo Conde | 6:10.52 | Australia David Bartholot Caleb Antill                                                                                                   | 6:11.92 |
| Quattro di coppia (dettagli) | Polonia Dominik Czaja Mateusz Biskup Mirosław Ziętarski Fabian Barański                                                                           | 5:40.08 | Gran Bretagna Harry Leask George Bourne Matthew Haywood Tom Barras                                                                                          | 5:40.97 | Italia Nicolò Carucci Andrea Panizza Luca Chiumento Giacomo Gentili                                                                      | 5:42.14 |
| Due senza (dettagli)         | Romania Marius Cozmiuc Sergiu Bejan | 6:28.06 | Spagna Jaime Canalejo Javier García | 6:29.27 | Gran Bretagna Oliver Wynne-Griffith Tom George                                                                                           | 6:30.86 |
| Quattro senza (dettagli)     | Gran Bretagna William Stewart Sam Nunn David Ambler Freddie Davidson                                                                              | 5:48.29 | Australia Alexander Purnell Spencer Turrin Jack Hargreaves Joseph O'Brien                                                                                   | 5:50.48 | Paesi Bassi Ralf Rienks Ruben Knab Sander de Graaf Rik Rienks                                                                            | 5:51.85 |
| Otto (dettagli)              | Gran Bretagna Rory Gibbs Morgan Bolding David Bewicke-Copley Sholto Carnegie Charles Elwes Thomas Digby James Rudkin Thomas Ford Harry Brightmore | 5:24.41 | Paesi Bassi Niki van Sprang Leonard van Lierop Abe Wiersma Jacob van de Kerkhof Michiel Mantel Mick Makker Guus Mollee Guillaume Krommenhoek Dieuwke Fetter | 5:25.52 | Australia Rohan Lavery Nicholas Lavery Henry Youl Ben Canham Angus Widdicombe Sam Hardy William O'Shannessy Jackson Kench Kendall Brodie | 5:27.72 |
| Pesi leggeri                 | |         | |         | |         |
| Singolo (dettagli)           | Gabriel Soares Italia | 7:03.40 | Antonios Papakonstantinou Grecia | 7:05.42 | Rajko Hrvat Slovenia | 7:08.66 |
| Due di coppia (dettagli)     | Irlanda Fintan McCarthy Paul O'Donovan | 6:16.46 | Italia Pietro Ruta Stefano Oppo | 6:19.11 | Ucraina Stanislav Kovalov Ihor Khmara | 6:19.53 |
| Quattro di coppia (dettagli) | Italia Antonio Vicino Alessandro Benzoni Niels Torre Patrick Rocek                                                                                | 5:56.66 | Cina Sun Man Chen Sensen Jiang Xuke Ma Yule | 5:59.27 | Germania Johannes Ursprung Simon Klüter Fabio Kress Joachim Agne                                                                         | 5:59.47 |
| Due senza (dettagli)         | Italia Alessandro Durante Giovanni Ficarra | 6:47.69 | Ungheria Bence Szabó Kálmán Furkó | 6:51.49 | Rep. Ceca Jiří Kopáč Milan Viktora | 6:51.64 |

### Donne
| Evento                       | Oro | Tempo   | Argento | Tempo          | Bronzo | Tempo          |
| Openweight events            | |         | |                | |                |
| Singolo (dettagli)           | Karolien Florijn Paesi Bassi | 7:31.66 | Emma Twigg Nuova Zelanda | 7:34.03        | Tara Rigney Australia | 7:36.96        |
| Due di coppia (dettagli)     | Romania Ancuța Bodnar Simona Radiș | 6:47.77 | Paesi Bassi Roos de Jong Laila Youssifou | 6:51.02        | Irlanda Sanita Pušpure Zoe Hyde | 6:52.81        |
| Quattro di coppia (dettagli) | Cina Chen Yunxia Zhang Ling Lü Yang Cui Xiaotong | 6:17.49 | Paesi Bassi Nika Johanna Vos Tessa Dullemans Ilse Kolkman Bente Paulis                                                                                       | 6:18.68        | Gran Bretagna Jessica Leyden Lola Anderson Georgina Brayshaw Lucy Glover                                                                            | 6:21.05        |
| Due senza (dettagli)         | Nuova Zelanda Grace Prendergast Kerri Williams | 7:03.76 | Paesi Bassi Ymkje Clevering Veronique Meester | 7:06.02        | Stati Uniti Madeleine Wanamaker Claire Collins | 7:08.03        |
| Quattro senza (dettagli)     | Gran Bretagna Heidi Long Rowan McKellar Samantha Redgrave Rebecca Shorten                                                                                       | 6:26.40 | Paesi Bassi Marloes Oldenburg Benthe Boonstra Hermine Catherine Drenth Tinka Offereins                                                                       | 6:28.62        | Australia Lucy Stephan Katrina Werry Bronwyn Cox Annabelle McIntyre                                                                                 | 6:29.29        |
| Otto (dettagli)              | Romania Maria-Magdalena Rusu Iuliana Buhuș Adriana Ailincăi Maria Tivodariu Mădălina Bereș Amalia Bereș Ioana Vrînceanu Simona Radiș Victoria-Ștefania Petreanu | 6:01.14 | Paesi Bassi Benthe Boonstra Laila Youssifou Hermine Drenth Marloes Oldenburg Roos de Jong Tinka Offereins Ymkje Clevering Veronique Meester Aniek van Veenen | 6:05.04        | Canada Jessica Sevick Gabrielle Smith Morgan Rosts Kirsten Edwards Alexis Cronk Kasia Gruchalla-Wesierski Avalon Wasteneys Sydney Payne Kristen Kit | 6:07.51        |
| Pesi leggeri                 | |         | |                | |                |
| Singolo (dettagli)           | Ionela-Livia Cozmiuc Romania | 7:42.59 | Martine Veldhuis Paesi Bassi | 7:44.48        | Jackie Kiddle Nuova Zelanda | 7:44.98        |
| Due di coppia (dettagli)     | Gran Bretagna Emily Craig Imogen Grant | 6:54.78 | Stati Uniti Mary Reckford Michelle Sechser | 6:57.92        | Irlanda Aoife Casey Margaret Cremen | 7:00.62        |
| Quattro di coppia (dettagli) | Italia Ilaria Corazza Giulia Mignemi Silvia Crosio Arianna Noseda                                                                                               | 6:38.14 | Non attribuita | Non attribuita | Non attribuita | Non attribuita |
| Due senza (dettagli)         | Italia Maria Zerboni Samantha Premerl | 7:38.19 | Stati Uniti Solveig Imsdahl Elaine Tierney | 7:43.84        | Germania Sophia Wolf Eva Hohoff | 7:54.97        |

## Paracanottaggio
| Evento   | Oro | Tempo    | Argento                                                                       | Tempo    | Bronzo                                                                             | Tempo          |
| PR1M1x   | Roman Poljans'kyj Ucraina                                                                              | 9:03.74  | Giacomo Perini Italia                                                         | 9:08.12  | Benjamin Pritchard Regno Unito                                                     | 9:11.90        |
| PR2M1x   | Corné de Koning Paesi Bassi                                                                            | 8:52.37  | Gian Filippo Mirabile Italia                                                  | 9:03.33  | Paul Umbach Germania                                                               | 9:21.12        |
| PR3M2−   | Gran Bretagna Oliver Stanhope Edward Fuller                                                            | 6:53.68  | Australia Nicholas Neales James Talbot                                        | 7:21.02  | Ucraina Andrii Syvykh Dmytro Herez                                                 | 7:29.07        |
| PR1W1x   | Birgit Skarstein Norvegia                                                                              | 10:07.58 | Nathalie Benoit Francia                                                       | 10:13.10 | Anna Sheremet Ucraina                                                              | 10:17.45       |
| PR2W1x   | Katie O'Brien Irlanda                                                                                  | 9:25.23  | Kathryn Ross Australia                                                        | 9:35.35  | Anna Aisanova Ucraina                                                              | 10:09.24       |
| PR3W2−   | Gran Bretagna Francesca Allen Giedrė Rakauskaitė                                                       | 7:50.89  | Australia Alex Vuillermin Alexandra Viney                                     | 8:03.02  | Non attribuita                                                                     | Non attribuita |
| PR2Mix2x | Ucraina Svitlana Bohuslavska Iaroslav Koiuda                                                           | 8:24.47  | Polonia Jolanta Majka Michał Gadowski                                         | 8:26.95  | Francia Perle Bouge Stéphane Tardieu                                               | 8:28.81        |
| PR3Mix2x | Francia Elur Alberdi Laurent Cadot                                                                     | 7:35.04  | Brasile Diana Barcelos de Oliveira Valdeni da Silva Junior                    | 7:37.16  | Ucraina Dariia Kotyk Stanislav Samoliuk                                            | 7:37.18        |
| PR3Mix4+ | Gran Bretagna Francesca Allen Giedrė Rakauskaitė Edward Fuller Oliver Stanhope Morgan Baynham-Williams | 6:48.34  | Germania Susanne Lackner Jan Helmich Marc Lembeck Kathrin Marchand Inga Thöne | 7:06.94  | Francia Erika Sauzeau Margot Boulet Rémy Taranto Laurent Cadot Émilie Acquistapace | 7:11.41        |

## Medagliere
| Posizione | Paese         | Oro | Argento | Bronzo | Totale |
| --------- | ------------- | --- | ------- | ------ | ------ |
| 1         | Gran Bretagna | 7   | 1       | 4      | 12     |
| 2         | Italia        | 5   | 3       | 1      | 9      |
| 3         | Romania       | 4   | 0       | 0      | 4      |
| 4         | Paesi Bassi   | 2   | 8       | 1      | 11     |
| 5         | Francia       | 2   | 1       | 2      | 5      |
| 6         | Ucraina       | 2   | 0       | 5      | 7      |
| 7         | Irlanda       | 2   | 0       | 2      | 4      |
| 8         | Germania      | 1   | 1       | 3      | 5      |
| 9         | Nuova Zelanda | 1   | 1       | 1      | 3      |
| 10        | Cina          | 1   | 1       | 0      | 2      |
| 10        | Polonia       | 1   | 1       | 0      | 2      |
| 12        | Norvegia      | 1   | 0       | 0      | 1      |
| 13        | Australia     | 0   | 4       | 4      | 8      |
| 14        | Stati Uniti   | 0   | 2       | 1      | 3      |
| 15        | Spagna        | 0   | 2       | 0      | 2      |
| 16        | Brasile       | 0   | 1       | 0      | 1      |
| 16        | Grecia        | 0   | 1       | 0      | 1      |
| 16        | Ungheria      | 0   | 1       | 0      | 1      |
| 19        | Canada        | 0   | 0       | 1      | 1      |
| 19        | Rep. Ceca     | 0   | 0       | 1      | 1      |
| 19        | Slovenia      | 0   | 0       | 1      | 1      |
| Totale    | Totale        | 29  | 28      | 27     | 84     |